# WISE 0049-2151
WISE 0049-2151 (= WISE J004945.61+215120.0) is een bruine dwerg met een spectraalklasse van T8.5. De ster bevindt zich 23,31 lichtjaar van de zon.